# Feindlicher Wirbelwind
Feindlicher Wirbelwind (russischer Originaltitel: Wichri wraschdebnyje) ist ein sowjetischer Spielfilm aus dem Jahr 1953, der 1956 im Rahmen der Entstalinisierung neu montiert wurde. Er porträtiert die Rolle des Tscheka-Gründers Feliks Dzierżyński während des Russischen Bürgerkriegs 1918 bis 1921. In der Neufassung fehlen sämtliche Szenen, in denen Micheil Gelowani als Josef Stalin auftrat. Der Titel bezieht sich auf den Anfang des polnischen Arbeiterkampflieds Warschawjanka.

## Handlung
Sommer 1918. Der Führer der Tscheka, Feliks Dzierżyński, leitet eine Operation gegen den Putsch von Sozialrevolutionären, der von ausländischen Kräften wie Großbritannien, den Vereinigten Staaten, der Türkei und Japan unterstützt wird. Eine Schlüsselrolle im Putsch spielt der deutsche Agent Schröder. Der Tscheka gelingt es, den Coup zu verhindern.
Frühjahr 1921, der Bürgerkrieg ist beendet. Dzierżyński baut als Leiter des Obersten Volkswirtschaftsrats die Industrie und das Verkehrswesen des Landes wieder auf. Außerdem kümmert er sich um verwahrloste Jugendliche. Seine Mitarbeiterin Vera wird am Tag ihrer Hochzeit von einem Konterrevolutionär hinterrücks auf offener Straße erschossen.

## Veröffentlichung
Feindlicher Wirbelwind wurde am 18. Oktober 1957 erstmals in der DDR im Kino aufgeführt und lief am 21. Februar 1958 zum ersten Mal im DFF. Eine Neuausstrahlung im russischen Originalton mit deutschen Untertiteln erfolgte am 14. Dezember 1978 im 2. Programm des Fernsehens der DDR.

## Synchronisation
| Rolle                   | Darsteller          | Synchronsprecher     |
| ----------------------- | ------------------- | -------------------- |
| Wladimir Iljitsch Lenin | Michail Kondratjew  | Fred Mahr            |
| Feliks Dzierżyński      | Wladimir Jemeljanow | Johannes Siegert     |
| Medwedew                | Sergei Romodanow    | Paul R. Henker       |
| Lemech                  | Iwan Ljubesnow      | Erich Franz          |
| Vera                    | Alla Larionowa      | Marianne Wünscher    |
| Kowalew                 | Wiktor Awdjuschko   | Otto Mellies         |
| Baladin                 | Georgi Jumatow      | Hans-Joachim Martens |
| Lunatik                 | Wladimir Boriskin   | Peter Graeger        |
| Winogradow              | Igor Besjajew       | Ekkehard Schall      |
| Loockard                | Andrei Popow        | Peter Dornseif       |
| Schröder                | Nikolai Grizenko    | Wolf Kaiser          |
| Paschkow                | Grigori Kirillow    | Hans Wehrl           |
| Pjatakow                | Oleg Schakow        | Hans Ulrich          |